# Лас-Вегас (траса)
Вулична траса Лас-Вегаса (англ. Las Vegas Street Circuit) — це напівпостійна міська траса, що розташована в Парадайзі, місті, що прилягає до Лас-Вегаса, штат Невада, США.
Трасу спроєктував Карстен Тільке, син дизайнера трас Формули-1 Германа Тільке. Траса була закладена в березні 2022 року та відкрита 16 листопада 2023 року під час першого вікенду Гран-прі Лас-Вегаса.

## Історія
31 березня 2022 року було оголошено про повернення Гран-прі Лас-Вегаса до календаря чемпіонату світу Формули-1, і до того ж, з проведенням гонки вночі на новій вуличній трасі. Це стало другою трасою в Лас-Вегасі на, якій проводилось Гран-прі. Попередні перегони Формули-1 в Лас-Вегасі відбулись в 1981 та 1982 роках та проводилися на трасі Цезар Палас, яка більше не існує.
У травні 2022 року Formula One Group придбала ділянку площею 39 акрів (157827 м²) між Ковал-лейн (англ. Koval Lane) і Гармон-авеню (англ. Harmon Avenue), на якій були розміщені паддок та піт-лейн. Коли гонку було оголошено в березні 2022 року, схема траси включала 14 поворотів. Пізніше схему траси було переглянуто з додаванням шикани, збільшивши кількість поворотів до 17.

## Опис траси
Вулична траса завдовжки 6,201 км складається з 17 поворотів і прямої завдовжки 1,9 км. Траса проходить проти годинникової стрілки та починається на невикористовуваній стоянці, яка буде переобладнана для боксів і паддоку, і містить постійну ділянку траси. Перший поворот — шпилька, а далі траса злегка повертає вліво, а потім у швидкий правий поворот, переходячи від постійної траси до вулиць міста. Боліди долають 800 м по Ковал-лейн, перш ніж повільно в'їхати в 90-градусний поворот праворуч, а потім в'їхати в довгий, затяжний поворот ліворуч, який оточує нову арену MSG Sphere, а потім зчерез звивисту ділянку, а потім трохи швидше ліворуч, що переходить на Сендс-авеню. Потім траса проходить через два дуже швидкі повороти на Сендс-авеню, перш ніж повільно повернути ліворуч на Лас-Вегас-Стріп. Це пряма ділянка завдовжки 1,9 км із двома прямими і невеликим поворотом ліворуч, яка проходить повз деякі з найвідоміших готелів і казино Лас-Вегаса. Потім траса проходить через серію вузьких повільних поворотів на Гармон-авеню, далі проходить пряма завдовжки 800 м, після чого пілоти проходять дуже швидкий поворот ліворуч, щоб завершити коло та повернутися на постійну ділянку траси.
Максимальна швидкість наприкінці прямої Лас-Вегас-Стріп, зареєстрована болідом Формули-1 2023 року, становила 350,5 км/год.

## Рекорди кола
Станом на листопад 2023 року офіційні рекорди найшвидшого кола перегонів на вуличній трасі Лас-Вегаса виглядають так:
| Категорія                        | Час                              | Гонщик                           | Транспорт                        | Подія                            |                                  |
| Кільце Гран-прі: 6.201 км (2023) | Кільце Гран-прі: 6.201 км (2023) | Кільце Гран-прі: 6.201 км (2023) | Кільце Гран-прі: 6.201 км (2023) | Кільце Гран-прі: 6.201 км (2023) | Кільце Гран-прі: 6.201 км (2023) |
| -------------------------------- | -------------------------------- | -------------------------------- | -------------------------------- | -------------------------------- | -------------------------------- |
| Формула-1                        | 1:35,490                         | Оскар Піастрі                    | McLaren MCL60                    | 2023 Гран-прі Лас-Вегаса         |                                  |